# 楽陽食品
楽陽食品株式会社（らくようしょくひん、英文名称RAKU-YOU.INC.）は、家庭用・業務用の中華食材を製造する日本の食品メーカーである。1963年（昭和38年）に横浜市戸塚区で創業。本社事務所を東京都足立区に置く。ヨシムラ・フード・ホールディングス傘下。

## 概要
焼売や餃子など、チルド・冷凍の中華惣菜が主力商品である。全ての商品が国内工場で製造されている。
赤い箱の「横浜名物チルドシウマイ」（通称「赤箱」）、黒豚を使った「チルド黒豚入り焼売」（通称「黒箱」）が代表的商品である。また、豆腐とおからを原料とした「とうふシウマイ」（通称「青箱」）も販売している。
1970年代後半に家庭用焼売の製造・販売を開始し、レギュラーシウマイ（初代「赤箱」）、初代「中華街シリーズ」などを発売。1980年代後半にはラジオ・テレビでコマーシャルを放送開始した。
1989年（平成元年）にはホーネンコーポレーション（現：J-オイルミルズ）の傘下入りし、定番商品をリニューアル。1990年代後半以降は家庭用シウマイの商品パッケージを全国で統一。とうふシウマイ（青箱）、黒豚シウマイ（黒箱）を新発売した。
2008年（平成20年）にヨシムラ・フード・ホールディングスの子会社となったことで、小売大手のプライベートブランド商品製造も開始し、わずか1年で黒字化を達成。チルド焼売の国内トップメーカーに成長した。2017年（平成29年）時点でのチルド焼売の市場シェアは約4割で、崎陽軒や東洋水産を大きく上回るまでになった。
2013年（平成25年）には会社設立50周年を迎え、記念キャンペーンを行った。また2017年にはマスコットキャラクターとして「まいちゃん」が誕生した。

## 沿革
- 1963年（昭和38年）10月3日 - 横浜市戸塚区でドライブインを経営していた創業者の稲生英司が「樂陽食品株式会社」を設立設立。当時の社名表示は旧字体であった[4]。
- 1978年（昭和53年）- 秩父工場を設置[1]。
- 1980年（昭和55年）- 姫路工場、新潟工場、北海道工場を設置[1]。
- 1989年5月1日 - ホーネンコーポレーション（現：J-オイルミルズ）の完全子会社化[1]。
- 1996年（平成8年）9月1日 - 本社事務所を東京都江東区へ移転（以降、2003年に東京都中央区、2006年に東京都港区へ移転）。
- 1996年 - 社名表記を新字体の「楽陽食品」へ改める[1]。
- 2005年（平成17年）10月25日 - 埼玉県の豆腐製造会社である株式会社篠崎屋の子会社となる[1]。
- 2007年（平成19年）7月23日 - 本社事務所を東京都千代田区内神田へ移転。
- 2008年（平成20年）12月24日 - 株式会社篠崎屋から吉村元久率いるレバレッジパートナーズ（現：ヨシムラ・フード・ホールディングス）に株式譲渡される[1][5]。
- 2013年（平成25年） - 藤枝工場を設置[4][1]。
- 2013年10月3日 - 会社設立50周年を迎える[4]。
- 2017年（平成29年） - マスコットキャラクター「まいちゃん」を設定[4]。
- 2019年（平成31年） - 新潟第2工場を設置[4][1]。登記上本店も現本社に移転。
- 2020年（令和2年）- 新潟工場を新潟第2工場へ統合[1]。

## 事業所
- 本社事務所：東京都足立区千住一丁目3番6号[1]
- 北海道工場：北海道小樽市桂岡町3-5
- 新潟第2工場：新潟県新潟市北区下大谷内378-50
- 秩父工場：埼玉県秩父市吉田久長206
- 姫路工場：兵庫県姫路市実法寺298-3
  - 同社の主力工場[5]。
- 藤枝工場：静岡県藤枝市築地645-1

過去の事業所
- 新潟工場：新潟県新潟市北区木崎1235-1
  - 前年に新設された新潟第2工場へ2020年に統合された[1]。
- 旧本店：〒245-0063 神奈川県横浜市戸塚区原宿四丁目41番30号